# Elecciones locales de Botsuana de 1966
Las elecciones locales de Botsuana de 1966 tuvieron lugar el domingo 12 de junio del mencionado año con el objetivo de renovar los doce concejos locales de los nueve distritos y de los tres municipios autónomos en el entonces protectorado británico de Bechuanalandia, tan solo dos meses antes de su independencia como «República de Botsuana». Se trató de las primeras elecciones que se realizaron bajo la administración gubernamental del entonces primer ministro Seretse Khama, del Partido Democrático de Bechuanalandia (BDP), que asumiría como presidente después de la independencia.
Hubo un muy bajo registro electoral y una concurrencia a votar aún más baja, existiendo muy pocos informes sobre el porcentaje de participación en los comicios, pero debido a que la elección no se realizó en más de la mitad de las circunscripciones electorales (donde triunfaron candidatos sin oposición), y a una baja concurrencia general en donde la elección sí se realizó, solamente emitieron votos válidos 50.048 personas, una caída de 138.902 votos con respecto a los comicios generales de 1965. Tal y como en dicha elección, el BDP obtuvo un triunfo arrollador, con el 61,96% de los votos válidamente emitidos y 53 de los 80 escaños disputados, sumando un total de 136 concejales en todo el país. El Partido Popular de Bechuanalandia (BPP) se ubicó en el segundo puesto con el 20,54% de los votos, un aumento porcentual considerable con respecto a los comicios generales, y obtuvo 21 concejales. El Partido de la Independencia de Botsuana (BIP), que había sido el primero en abandonar la denominación «Bechuanalandia» en favor del nuevo nombre del país, obtuvo cinco escaños y el 6,04% de los votos. En estos comicios debutó también el Frente Nacional de Botsuana (BNF), que presentó siete candidatos, ninguno de los cuales resultó elegido. Los candidatos independientes obtuvieron todos juntos el 10,73% de los votos y 2 de los 80 escaños disputados, sumando tres en total.
Con este resultado, el BDP obtuvo la mayoría en ocho de los nueve concejos de distrito: Noroeste, Ghanzi, Kgalagadi, Central, Kgatleng, Kweneng, Sureste, Sur, mientras que el BPP obtuvo la mayoría en el concejo del distrito restante, Noreste. Con respecto a los tres concejos municipales, el BDP obtuvo la victoria en la capital, Gaborone, y en Lobatse, mientras que el BPP se impuso en Francistown.

## Candidaturas
Los doce municipios del país totalizaban 164 escaños en sus concejos locales, elegidos mediante escrutinio mayoritario uninominal, con cada distrito dividido en circunscripciones, cada una de ellas representada por un concejal elegido a simple mayoría de votos. 83 candidatos del BDP, que ya se había consolidado como partido hegemónico tras su aplastante victoria el año anterior, resultaron elegidos sin oposición y, por lo tanto, no se realizó elección alguna en más de la mitad de las circunscripciones, en tres casos en distritos o municipios completos. Un candidato independiente, el reverendo Derek Jones, resultó a su vez elegido sin competencia, y en el distrito de Agricultural Station de Gaborone, la capital, no se presentó ningún candidato para representar a la circunscripción, necesitándose una elección parcial en la que resultó elegida sin oposición la candidata del BDP, Grace Dambe. El BDP presentó seis mujeres candidatas, tres de las cuales ganaron las elecciones y las otras tres resultaron elegidas sin oposición. Hubo dos candidatas independientes, las cuales resultaron derrotadas.

## Resultados
|  | 61.96 % |

|  | 20.54 % |

|  | 6.04 % |

|  | 0.73 % |

|  | 10.73 % |

|  | 100.00 % |

## Desglose por localidad

### Por distrito
|  | 43.28 % |

|  | 40.59 % |

|  | 16.13 % |

|  | 0.00 % |

|  | 0.00 % |

|  | 58.24 % |

|  | 30.42 % |

|  | 11.34 % |

|  | 83.74 % |

|  | 8.23 % |

|  | 6.12 % |

|  | 1.10 % |

|  | 0.81 % |

|  | 47.51 % |

|  | 46.10 % |

|  | 2.88 % |

|  | 0.70 % |

|  | 2.81 % |

|  | 88.06 % |

|  | 10.57 % |

|  | 1.37 % |

|  | 76.12 % |

|  | 19.25 % |

|  | 3.46 % |

|  | 1.17 % |

|  | 84.54 % |

|  | 3.64 % |

|  | 0.68 % |

|  | 11.14 % |

### Por municipio
|  | 76.39 % |

|  | 23.17 % |

|  | 0.44 % |

|  | 54.51 % |

|  | 24.78 % |

|  | 20.71 % |

|  | 60.51 % |

|  | 25.24 % |

|  | 4.45 % |

|  | 9.80 % |